# Аграрна реформа у Србији

## Србија, после 1878.
Проширење граница Србије 1878. године на југоисток (Ниш, Пирот и Лесковац) донело је питање разрешење проблема имовинских односа у новоослобођеним крајевима. Србија, као земља слободног сељаштва, није могла трпети спахијски и читлучки, феудалан турски систем, али је проглашење сељака власницима без накнаде било противно одредбама Берлинског мира, који је изричито налагао поштовање имовинских права муслимана. Из новоослобођених крајева иселио се при завршетку рата знатан број мухамеданских становника. Прво насељавање, претежно Црногораца, било је нерегулисано и донело је хаотично и самовласно заузимање земље и сечу државних шума.
Јануара 1880. донет је Закон о насељавању, којим је унето нешто реда: прописано је да једна породица може добити највише 4 хектара земље и 2.000 m² за кућу, да се у задружним породицама додају још по 2 хектара за свако мушко лице старије од 16 година, да насељеници стичу право својине тек после 15 година савесног држања земље, као и да се насељеници ослобађају свих државних окружних и среских терета, осим школског приреза и општинских давања. Затим је донет Закон о аграрним односима у новим крајевима, којим је наређен принудан откуп спахијских имања - принудан и за сељаке и за спахије. Тиме је ликвидиран феудалан систем у Србији. Одштету су, одређену било према слободној погодби, било према одлуци посебних државних комисија, имали платити сами сељаци из својих средстава у року од пет година. Турци су могли задржати само варошка имања.
Пошто се појавио дипломатски проблем, јер плаћање одштете Турцима није ишло добро, српска влада је јуна 1882. године закључила спољни зајам на ефективних 4,5 милиона динара из кога је исплатила турске власнике земље и постала поверилац према сељацима. Требало је да сељаци отплате овај дуг држави током 15 до 25 година, али су то врло слабо чинили. А сваки режим гледао је кроз прсте аграрним дужницима са југа Србије, тежећи да их придобије за своју странку и поправи шансе на изборима. Наплата аграрних дугова побољшана је тек 1890-тих година, а 1902. године укинута је камата на дуг (до тада 7%) и одређено да се целокупан дуг мора отплатити тек за следећих 20 година.

## Југославија, после Првог светског рата
Ова аграрна реформа настала је из жеље да се ликвидирају феудални односи у новоствореној Краљевини СХС, да се одговори очекивањима сељака из пасивних крајева за побољшањем њиховог положаја, да се колонизују северни, национално мешовити крајеви (посебно Војводина) и да се велепоседницима страним држављанима, често оданима туђим династијама, одузме земља. Подстицај аграрној реформи било је и обећање које је српска влада формално дала на Крфу 1917. године да ће сваки добровољац (пречанин) добити по завршетку рата 8 јутара уколико је борац и 5 јутара земље уколико је неборац. Са економског становишта, аграрна реформа брањена је тезом да је мали сељачки посед ефикаснији од крупнога. Залагања за аграрну реформу добро су се уклопила у страначку политичку борбу, ослоњену на демагогију. Идеја о аграрној реформи није била само питање политичког тренутка, већ и наставак тежњи сељака и реформских аграрних покрета из претходних деценија.
Стање земљишног поседа било је по ослобођењу различито по покрајинама. У преткумановској Србији није било аристократије, бегова, капиталиста, па ни великих поседа. Ту је доминирао ситан сељачки посед, који је сматран идеалним не само са економског, већ и са социјалног и државног становишта. У Босни и Херцеговини, Македонији и на Косову и Метохији требало је срушити турски земљишни систем, заснован на чифчијским односима. У Далмацији је још постојао колонатски систем, који је корене вукао из антике, док је у северним крајевима државе (од Словеније до Баната) доминирао класичан, аристократски велепосед, настао у средњем веку. У многим крајевима, посебно у БиХ, сељаци су одмах по ослобођењу преузели земљу, отерали поседнике и одбили да плаћају закупачке и сличне обавезе власницима земље.
Прву иницијативу за аграрну реформу дало је Народно веће из Загреба још приликом стварања заједничке државе СХС. Краљ Александар је 6. јануара 1919. прокламовао да жели „да се укину кметства и велики земљишни поседи. У оба случаја земља ће се поделити међу сиромашне земљораднике, са правичном накнадом досадашњим власницима“. Већ 25. фебруара 1919. донела је влада Претходне одредбе за припрему аграрне реформе, које су постале програм аграрне реформе. Ова уредба утврдила је следећа начела: укидају се кметовски и чифчијски односи у БиХ, Македонији, јужним крајевима Црне Горе и на Косову и Метохији; досадашњи кметови и чифчије проглашавају се слободним власницима земље коју користе; досадашњи власници (аге и бегови) добиће одштету, а до решења о одштети добијаће ренту, према дотадашњој висини; раскидају се колонатски и слични односи у Далмацији; експропришу се сви велики поседи (фидекомисни, тј. недељиви породични поседи, који увек прелазе на једног наследника, и сви поседи већи од 100 до 500 јутара, тј. 57,5 до 277,5 ha, зависно од квалитета земље и локалних прилика), а њихове површине биће дате домаћим обрађивачима, уз плаћање одштете и привремене ренте; поседи Хабзбуршке династије и оних који су поседе добили од ове династије експропришу се без накнаде.
Претходним одредбама предвиђено је да се велики поседи брзо секвестрирају и поделе, полазећи од највећих, с тим да се формална страна (прописи и судска одлука) накнадно реши, као и да земљу добију првенствено земљорадници који немају или немају довољно земље, и то онолико колико могу да обраде са својом породицом, с тим да предност имају удовице погинулих војника, ратни инвалиди и добровољци.
Извођење реформе није било добро, због политизације и политичке нестабилности. Аграрна реформа представљала је комбинацију револуционарних мера, права и изузимања имања преко везе, с тим да су прописи мењани и различито тумачени током времена.
Најбрже је аграрна реформа решена у Босни и Херцеговини, углавном још 1921. године. Сви сељаци добили су земљу бесплатно: 113.000 кметова добило је око 546.000 ha, 55.000 беглучара (ненаследних закупаца) и 80.000 осталих интересената. Бивши власници добили су 65 милиона динара у готовом и 65 милиона у року од годину дана и још 130 милиона у обвезницама, плус 25 милиона за тзв. беглучке земље. 1933. године додато је још 50 милиона у обвезницама за пашњаке и шикаре. Како су многи бивши власници муслимани убрзо потрошили одштету и остали без прихода, 1928. године дата им је могућност да добију другу, државну земљу, уколико желе да је сами обрађују.
И на Косову и Метохији, Македонији и делу Црне Горе (ослобођено у Балканским ратовима) земља је одмах по ослобођењу преузета од стране раје, тим пре што су многи власници емигрирали у Турску, није се плаћао „хак"; није се знало докле је чија земља. 1931. и 1933. прописано је да сва земља преузима и даје онима који је обрађују, али да је само праве чифчије добијају бесплатно, док остали морају платити држави у року од 10 година. За I-IV класу одштета бившим власницима била је око 840 динара по јутру, а за V-VIII за 30% мање, што је много заостајало за тржишном вредношћу. Но, они су одштету добили у готовом новцу, а не као други власници у осталим крајевима у слабим државним обвезницама, а и добили су накнаду за изгубљени доходак.
Пошто су многи побегли у Турску, нагрнуло је много људи из суседних крајева. Године 1920. донета је Уредба о насељавању јужних крајева, а од 1929. колонизација се врши по смишљеном плану: слободна земљишта су агропедолошки истражена (и вода), уређени су путеви, па додељена земља на којој ће колонисти подићи кућу (дат им је нацрт, израђена је дрвенарија - прозори, кровна конструкција и врата - по јединственом типу; законима из 1931. и 1934. предвиђено је: свака породица добија 5 ha земље, плус сваки ожењени члан још 4 ha, плус сваки мушки неожењени старији од 21 године по 3 ha, онај између 16 и 21 године 2 ha, а деца, удовице, ђаци по 1 ha; сваки колониста још 2 ha земље за пошумљавање и 2 ha за виноград; после 3-10 година примерног рада колониста постаје потпуни власник земље. До 1. јануара 1933. за колонизацију стављено на располагање 289.843 ha државне, напуштене, непотребне општинске и земље из аграрне реформе.
У Далмацији, где је мало земљишта па му је и цена висока, трајало је нејасно стање више од 10 година. Многи сељаци престали су да плаћају обавезе власницима. Тек су прописима из 1930. и 1931. решени сви односи: тежаци су постали власници земље, а стари власници добили су одштету. Радило се око 53.000 ha. Чињена је разлика између раније и касније установљених земљишно-закупачких односа, па су и одштете различите (око 10.000 дин/ха за старије и 20 до 30.000 дин/ха за новије односе). Зграде су плаћане према грађевинској вредности. Одштету за земљу плаћала је држава, док су је сељаци добијали бесплатно. Процењује се да аграрна реформа у Далмацији кошта државу значајних 400 милиона динара, што је покривено државним обвезницама, са 6% камате на 30 година.
Крајњи ефекти су збир повољних и неповољних резултата: повољно је што је уништен феудални систем у целој земљи и што је значајан број сељака добио земљу, а неповољан што је највећи број њих добио мало земље, па није решен проблем аграрне пренасељености. Укупно је раздељено 1.500.000 хектара, на 18.759 добровољачких породица, 6.788 колониста и 186.000 локалних интересената.

## Југославија, после Другог светског рата
После освајања власти комунистичке партије Јосипа Броза 1945. године, у Југославији је изведена нова аграрна реформа по Закону о аграрној реформи и колонизацији, из августа 1945. године.Укључивала је одузимање поседа, претежно у Србији, и то акционарских друштава, банака, предузећа, цркава и манастира, богатијих сељака али и средњих и ситних власника који из неког разлога не обрађују земљу. Овим законом прописан је и аграрни максимум од 35 хектара обрадиве земље по једном земљораднику, тако да је одузимано све преко тога. На основу овог Закона, остварен је земљишни фонд од око 1.600.000 хектара који је подељен на око 180.000 месних интересената, 70.000 беземљаша и око 66.000 колониста. Један део земље предат је државним пољопривредним добрима и различитим установама.
Следећи корак ове аграрне реформе представљао је Закон о пољопривредном фонду општенародне имовине, из маја 1953. године, који је снизио аграрни максимум на само 10 хектара, а добијену земљу доделио државним пољопривредним организацијама (задругама, државним добрима итд), које су биле под потпуном контролом СКЈ.